# Чатрња (Раковица)
Чатрња је насељено мјесто у општини Раковица, на Кордуну, у Карловачкој жупанији, Република Хрватска.

## Географија
Чатрња се налази око 5,5 км јужно од Раковице.

## Историја
Чатрња се од распада Југославије до августа 1995. године налазила у Републици Српској Крајини. До територијалне реорганизације у Хрватској насеље се налазило у саставу бивше велике општине Слуњ.

## Становништво
Према попису становништва из 2011. године, насеље Чатрња је имало 209 становника.
| Демографија | Демографија | Демографија |
| Година      | Становника  | Становника  |
| ----------- | ----------- | ----------- |
| 1971.       | 233         |             |
| 1981.       | 0           |             |
| 1991.       | 0           |             |
| 2001.       | 207         |             |
| 2011.       |             | 209         |

- напомене:

Настало издвајањем из насеља Селиште Дрежничко 2001. године. До 1948. исказивано као насеље, а од 1953. године као дио насеља. Од 1910. исказивано под именом Чатрња Дрежничка. 1869. и 1880. подаци садржани у насељу Дрежник Град, а 1981. и 1991. године у насељу Селиште Дрежничко.